# Chanka

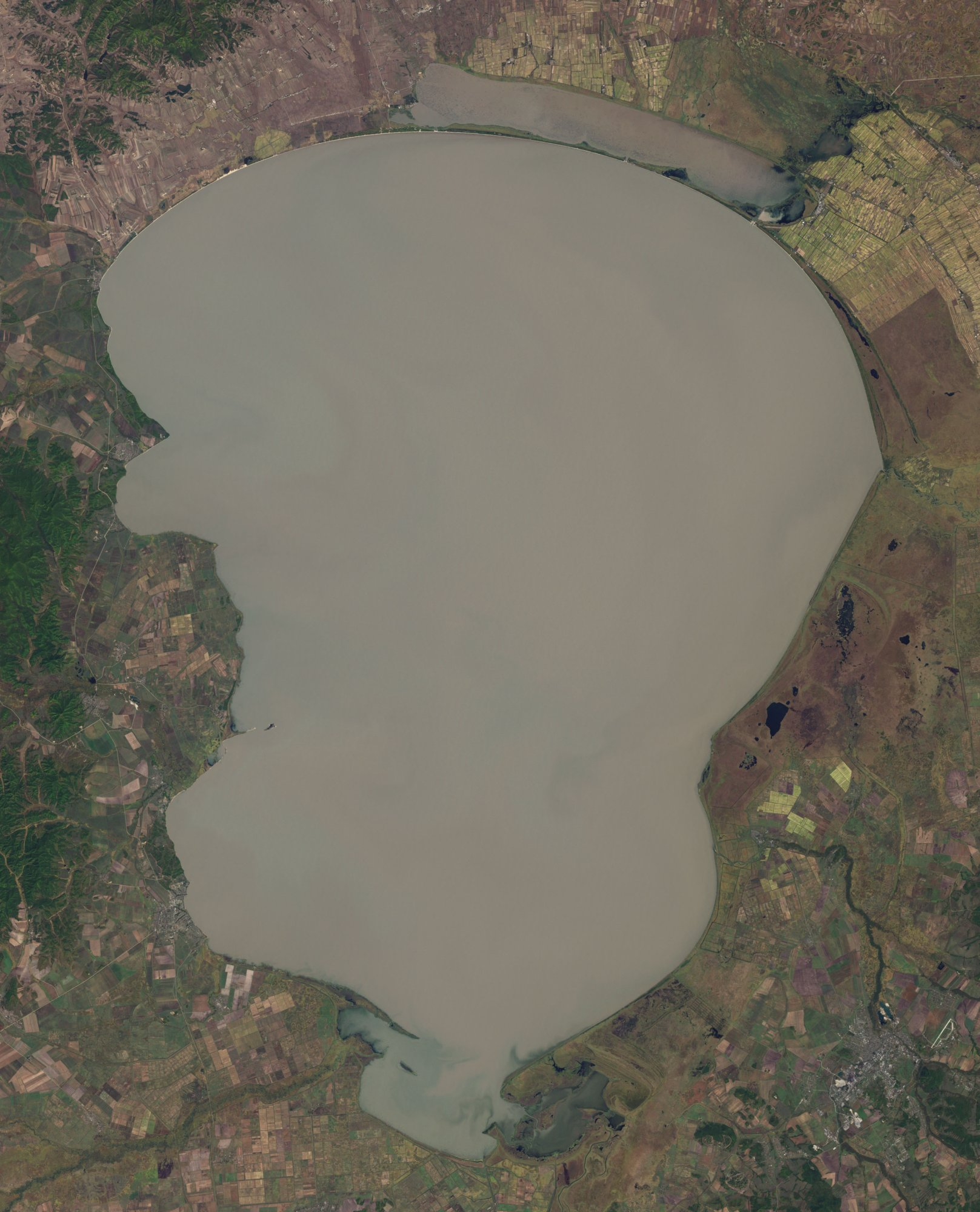

Chanka, Xingkai eller Khanka (ryska: озеро Ханка, traditionell kinesiska:兴凯湖, förenklad kinesiska:兴凯湖, pinyin: Xīngkǎi HU), är en sjö på gränsen till Heilongjiang-provinsen i Kina och Primorje kraj i Ryssland.  Den ligger 170 km norr om Vladivostok och 90 km öster om staden Jixi. 
Sjön har en genomsnittlig yta på 4.190 km² (kan variera från 4.000 till 4.400 km²), varav 3.030 km² i Ryssland och 1.160 km² i Kina. Chanka är egentligen två sjöar åtskilda av en 10 m hög sandås. Stränderna är sumpmark utom i de nordvästra delarna.
Sjöns avrinningsområde är en slätt på omkring 16 890 km², varav 97% är belägen i Ryssland. Sammanlagt rinner 23 floder (8 i Kina och 15 i Ryssland) ut i sjön som dränerar österut genom gränsfloden Sungatja, en biflod till floden Ussuri som i sin tur är en biflod till Amur. Sjön är mycket grund med ett medeldjup på 4,5 meter och ett största djup på 10,6 meter. Genomsnittliga vattenmängden är 18,3 km³, max 22,6 km³.
Området runt sjön är en viktig våtmark och är ett skyddat naturreservat på båda sidor om gränsen. Många sällsynta fågelarter, exempelvis dvärggås finns vid sjön, vilket är anmärkningsvärt, både ur bevarandesynpunkt, för ekoturism och vetenskaplig forskning. Området på den kinesiska sidan ägs av staten och används av kollektiva jordbruk till fiske, jordbruk och boskapsskötsel.